# Douglas B-66 Destroyer
Дуглас B-66 «Дестро́єр» (англ. Douglas B-66 Destroyer) — американський тактичний бомбардувальник, розвідник і літак РЕБ. Створений на базі літака A-3 «Скайворріор». Здійснив перший політ 28 червня 1954. Всього збудовано близько 300 літаків. Стояв на озброєнні ВПС США у 1956—1973 роках, застосовувався у В'єтнамській війні.

## Тактико-технічні характеристики

### Технічні характеристики
- Екіпаж: 3 особи
- Довжина: 22,9 м
- Розмах крила: 22,1 м
- Висота: 7,2 м
- Площа крила: 72,5 м²
- Маса порожнього: 19 300 кг
- Маса спорядженого: 26 200 кг
- Маса максимальна злітна: 38 000 кг
- Двигун: Еллісон J71-A-11/13 (2×45 кН)

### Льотні характеристики
- Максимальна швидкість: 1020 км/год
- Бойовий радіус: 1500 км
- Перегоночна дальність: 3970 км
- Практична стеля: 12 000 м
- Швидкопідйомність: 25 м/с (1500 м/хв)
- Питоме навантаження на крило: 361,4 кг/м²
- Тягооснащеність: 0,35

### Озброєння
- Гармати: 2×20 мм
- до 6800 кг бомб